# Matilda's Winning Ways
Matilda's Winning Ways è un cortometraggio muto del 1910 prodotto e distribuito dalla Lubin. Il nome del regista non viene riportato nei credit del film di cui non si conoscono altri dati certi.

## Produzione
Il film fu prodotto dalla Lubin Manufacturing Company.

## Distribuzione
Distribuito dalla Lubin Manufacturing Company, il film - un cortometraggio in una bobina - uscì nelle sale statunitensi l'8 settembre 1910.